# Brietzig
Brietzig – gmina w Niemczech, wchodząca w skład Związku Gmin Uecker-Randow-Tal w powiecie Vorpommern-Greifswald, w kraju związkowym Meklemburgia-Pomorze Przednie.

## Toponimia
Nazwa poświadczona źródłowo w formie Brizeke (1269), Bryseke (1375), Breitzk (1490), Brytscke (1541), Brietzigk (1553), Britsch (1680), Breetzke (1684), Brietzke (1784). Pochodzi z połabskiego *brezka „mała brzoza, brzózka”.